# Mediocalcar umboiense
Mediocalcar umboiense là một loài thực vật có hoa trong họ Lan. Loài này được Schuit. mô tả khoa học đầu tiên năm 1997.